# アストロン6
アストロン6（Astron-6）は、カナダの映像制作集団。1980年代の映画のオマージュに満ちた低予算ホラーコメディの制作で知られている。
同団体は、2007年にアダム・ブルックス（Adam Brooks）とジェレミー・ギレスピー（Jeremy Gillespie）によって設立された。
その後、マット・ケネディ（Matt Kennedy）、コナー・スウィーニー（Conor Sweeney）、スティーヴン・コスタンスキ（Steven Kostanski）らが参加し、現在の形になった。
「アストロン」という組織名は、アメリカのVHS販売会社ベストロンビデオのもじりとされるほか、「6」とありながら5人しかいないことに関しては「6番目のメンバーは視聴者であるあなただ」という意味である。

## 主な作品
- Astron-6 (2011, 作品集DVD)[4]
- マンボーグ Manborg (2011)[5][6]
- ファーザーズ・デイ　野獣のはらわた　Father's Day (2011)[7][5]
- The Editor (2014)[8]
- "W is for Wish" in （オムニバス映画『ABC・オブ・デス2』の1篇） (2014)[9][10]
- ザ・ヴォイド 変異世界　The Void (2016)[6]
- レプレコン リターンズ en:Leprechaun Returns (2018)
- Divorced Dad (2019) — ウェブシリーズ、全7話[10]
- Chowboys: An American Folktale (2019)[11]
- サイコ・ゴアマン PG: Psycho Goreman (2020)[12][6]